# Мар, Андре
Андре Мар (фр. André Mare; 1885, Аржантан — 1932, Париж) — французский художник-кубист, один из основателей художественного направления ар-деко в начале XX столетия.

## Жизнь и творчество
А. Мар изучал живопись в Школе декоративного искусства, которую окончил в 1904 году, и в Академии Жюлиана. В 1906 году он выставляет свои работы в Салоне Независимых и в Осенном салоне, вместе с такими молодыми мастерами, как Роже де ла Френе, Марино, Сегонзак и Марсель Дюшан. С 1910 года А. Мар увлекается также дизайном интерьеров помещений. В 1912 году он, вместе со своими друзьями-художниками Роже де ла Френе, Мари Лорансен и скульптором Раймоном Дюшан-Вийоном на парижском Осеннем салоне разворачивает кубистскую экспозицию, что вызывает скандал.

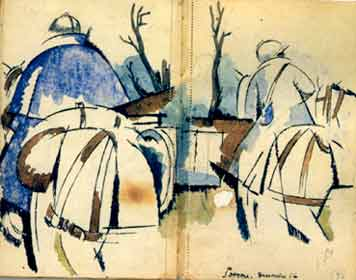
Андре Мар. 1917

С началом Первой мировой войны А. Мар был призван в армию и, как профессиональный художник, занимался разработкой военного камуфляжа, различных видов маскировки для артиллерии — с использованием применяемой им в живописи кубистской техники. В 1914—1918 годах А. Мар пишет свою книгу «Кубизм и камуфляж» (Cubism et Camouflage).
После окончания войны, в 1919 году художник, совместно с архитектором Луи Сюэ, создаёт «Компанию французского искусства» (la Compagnie des Arts Français). В послевоенные годы А. Мар в своих произведениях часто обращается к пережитому на фронте. Среди подобных его работ следует отметить «Американские войска, марширующие через Триумфальную арку» (1930) и «Похороны маршала Фоша» (1931).
В послевоенное время А. Мар, талантливый художник и дизайнер интерьера, работая в кооперации с Луи Сюэ, был одним из признанных лидеров направления ар-деко в искусстве первой половины XX столетия. Будучи известным дизайнером, он по заказу Мориса Равеля в 1921 году создаёт костюмы для его «испанских балетов», поставленных в Парижской опере. В 1925 году А. Мар и Л. Сюэ делают внутреннее оформление для двух павильонов Международной выставки декоративного искусства, а также в парижском Музее современного искусства.
В 1926 году художник был награждён орденом Почётного легиона.